# Ктесилох

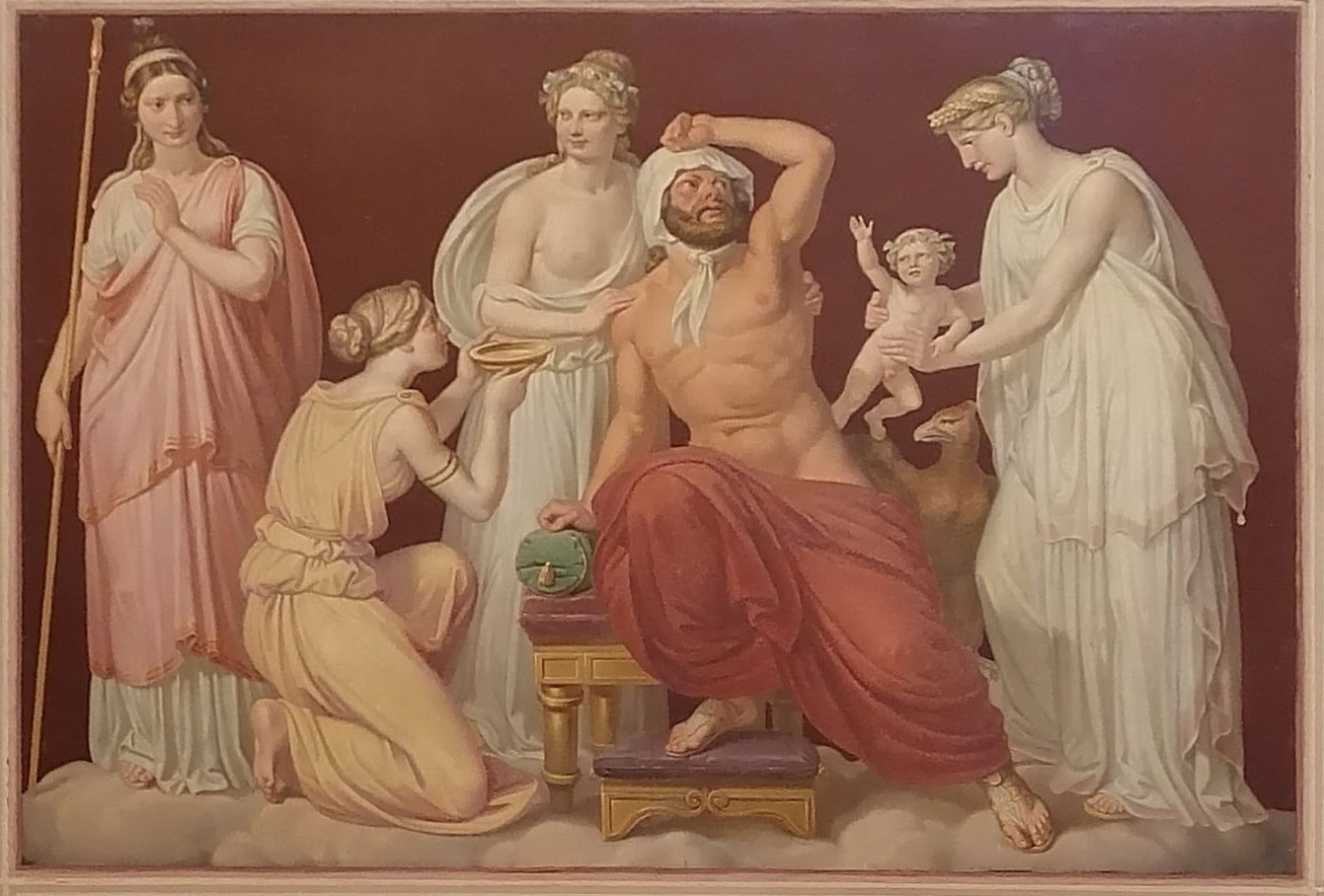
Картина Ктесилоха, изображающая рождение младенца Либера из бедра Зевса (реконструкция XIX века). Рассказ Плиния об этом: «Ктесилох, ученик Апеллеса, приобрёл известность дерзко-шутливой картиной, на которой Юпитер, рожающий Либера, изображён в митре (по Неверову — в чепце) и по женски стонущем в окружении повивающих богинь»

Ктесилох (ок. IV в. до н. э. Колофон ) — древнегреческий художник. Был учеником и, возможно, братом более известного художника Апеллеса.
Ктесилох был известен прежде всего по нелепой, пародийной картине, изображающей рождение Диониса, что выделялось даже для древних как несколько необычный выбор сюжета.